# 尼加拉瓜政治
尼加拉瓜是一个总统制国家，尼加拉瓜总统是该国的最高领导人，兼有国家元首与政府首脑的职责。该国的行政权由政府行使。该国实行多党制。该国立法权属于政府和国民议会，司法权独立于行政机关和立法机关。

## 总统与副总统
| 職位   | 名稱            | 所屬政黨           | 就任日期      |
| ------ | --------------- | ------------------ | ------------- |
| 总统   | 丹尼尔·奥尔特加 | 桑地诺民族解放阵线 | 2016年1月11日 |
| 副总统 | 罗萨里奥·穆里略 | 桑地诺民族解放阵线 | 2016年1月11日 |

## 政党
尼加拉瓜的主要政党有：
- 桑地诺民族解放阵线（简称“桑解阵”）：为该国的执政党。1961年7月23日成立，主要由工人、农民和知识分子组成，为推翻索摩查军人独裁统治进行了长期的武装斗争。
- 独立自由党：为该国的反对党。1944年成立，主要由自由民族主义党中不满索摩查家族而脱离出来的成员组成。
- 制宪自由党：为该国的反对党。1968年成立。1996年首度执政。2001年11月在大选中再度获胜。
- 尼加拉瓜自由联盟：为该国的反对党。2006年由前内政部长蒙特亚莱格雷创建，从制宪自由党中分离产生。
- 桑地诺革新运动：为该国的反对党。1995年5月18日成立。主要由从桑解阵分离出来的部分干部、知识分子和艺术家组成，主张维护社会民主、法制、公平。[1]

## 宪法
尼加拉瓜共和国宪法于1986年8月由国民议会通过，1987年1月生效。1995年2月、2000年1月和2004年12月三次修改宪法。规定尼是独立、自由、自主、统一和不可分割的国家。国家中央权力机构由总统、国民大会、最高法院和最高选举委员会组成，总统为国家元首、政府首脑和武装部队总司令。总统和议员都由选举产生，任期5年。总统任命内阁部长须经议会批准，议会有权罢免政府官员和推翻总统否决法案的决定。

## 议会
尼加拉瓜国民议会为一院制，由92名议员组成，任期5年。议长任期1年，可连选连任。本届议会于2017年1月组成，其中桑解阵71席，制宪自由党14席，独立自由党2席，尼加拉瓜自由联盟2席，保守党1席，共和国联盟1席，“土地母亲的孩子”党1席。现任议长为桑解阵成员古斯塔沃·爱德华多·波拉斯，任期至2020年。